# Eugenia Łoch
Eugenia Łoch (ur. 10 listopada 1926 w Dębicy, zm. 7 sierpnia 2019 w Lublinie) – polska naukowiec i polityk, posłanka na Sejm PRL, prof. dr hab. nauk filologicznych.

## Życiorys
Córka Jana i Ewy. W czasie okupacji niemieckiej uczyła się w szkole handlowej i uczęszczała na kursy tajnego nauczania. W 1947 zdała maturę w Gimnazjum im. Króla Władysława Jagiełły w Dębicy. Ukończyła studia polonistyczno-historyczne w Wyższej Szkole Pedagogicznej w Krakowie. W 1968 obroniła pracę doktorską pt. Twórczość nowelistyczna Ignacego Maciejowskiego-Sewera na Wydziale Filologicznym Uniwersytetu Jagiellońskiego (promotor: prof. Jan Nowakowski), zaś stopień doktora habilitowanego uzyskała w 1978 na podstawie rozprawy: Pierwiastki mityczne w opowiadaniach Jarosława Iwaszkiewicza. Geneza i funkcja. Tytuł profesorski otrzymała w 1990.
Była pracownikiem naukowym Wydziału Filologicznego Wyższej Szkoły Pedagogicznej w Rzeszowie. Od 1971 do 1973 prodziekan Wydziału Humanistycznego tej uczelni. W 1977 przeniosła się do Lublina, gdzie została przyjęta na etat docenta w Zakładzie Literatury Pozytywizmu i Młodej Polski Uniwersytetu Marii Curie-Skłodowskiej w Lublinie. Od 1982 do 1984 była prodziekanem Wydziału Humanistycznego tego uniwersytetu, a w latach 1989–1992 kierowała Instytutem Filologii Polskiej UMCS. Przez wiele lat współpracowała naukowo z licznymi ośrodkami zagranicznymi, m.in. wygłaszając referaty i wykłady.
Należała do Polskiej Zjednoczonej Partii Robotniczej, pełniła mandat posła na Sejm PRL VI kadencji (1972–1976), wybrana z okręgu 64 (Rzeszów). Zasiadała w sejmowych komisjach: Oświaty i Wychowania oraz Nauki i Postępu Technicznego.
Odznaczona Krzyżem Kawalerskim Orderu Odrodzenia Polski (1984), Złotym Krzyżem Zasługi (1975) i Medalem Komisji Edukacji Narodowej (1976), a także honorowymi odznakami. W 2001 przeszła na emeryturę.
Pochowana na cmentarzu w Dębicy.